# 约翰·克里斯坦森
约翰·克里斯坦森（英語：John Christensen，1948年4月29日—），新西兰男子曲棍球运动员。他曾代表新西兰国家队参加1968年、1972年和1976年夏季奥林匹克运动会曲棍球比赛，其中1976年奥运会获得一枚金牌。